# تشارلستون (مسيسيبي)
تشارلستون (بالإنجليزية: Charleston, Mississippi)‏ هي مدينة تقع في الولايات المتحدة في مقاطعة تالاهاتشي. يقدر عدد سكانها بـ 2,198 نسمة ومساحتها 3.5 كم2 وترتفع عن سطح البحر 66 متر.

## التركيبة السكانية
حدّد مكتب تعداد الولايات المتحدة بيانات التركيبة السكانية لتشارلستون في تعداد الولايات المتحدة. في ما يلي، التركيبة السكانية حسب تعدادي 2000 و2010.

### تعداد عام 2000
بلغ عدد سكان تشارلستون 2,198 نسمة بحسب تعداد عام 2000، وبلغ عدد الأسر 848 أسرة وعدد العائلات 570 عائلة مقيمة في المدينة. في حين سجلت الكثافة السكانية 624.4 نسمة لكل كيلومتر مربع (1,617.2/ميل2). وبلغ عدد الوحدات السكنية 933 وحدة بمتوسط كثافة قدره 265.1 لكل كيلومتر مربع (686.6/ميل2).
وتوزع التركيب العرقي للمدينة بنسبة 39.26% من البيض و59.69% من الأمريكيين الأفارقة و0.36% من الأمريكيين ذوي الأصول الآسيوية و0.05% من الأعراق الأخرى و0.64% من عرقين مختلطين أو أكثر و1.55% من الهسبانيون أو اللاتينيون من أي عرق.
بلغ عدد الأسر 848 أسرة كانت نسبة 36.9% منها لديها أطفال تحت سن الثامنة عشر تعيش معهم، وبلغت نسبة الأزواج القاطنين مع بعضهم البعض 33.5% من أصل المجموع الكلي للأسر، ونسبة 28.4% من الأسر كان لديها معيلات من الإناث دون وجود شريك،  بينما كانت نسبة 5.3% من الأسر لديها معيلون من الذكور دون وجود شريكة وكانت نسبة 32.8% من غير العائلات. تألفت نسبة 31% من أصل جميع الأسر من عدة أفراد يعيشون في نفس المنزل ونسبة 15.8% كانت تتألف من شخص يعيش بمفرده يبلغ من العمر 65 عاماً أو أكثر. وبلغ متوسط حجم الأسرة المعيشية 2.51، أما متوسط حجم العائلات فبلغ 3.14.
بلغ العمر الوسطي للسكان 36.2 عاماً. وكانت نسبة 27.4% من القاطنين تحت سن الثامنة عشر، وكانت نسبة 9.1% بين الثامنة عشر والرابعة والعشرين عاماً، ونسبة 25% كانت واقعةً في الفئة العمرية ما بين الخامسة والعشرين والرابعة والأربعين عاماً، ونسبة 19.8% كانت ما بين الخامسة والأربعين والرابعة والستين، ونسبة 15.5% كانت ضمن فئة الخامسة والستين عاماً فما فوق. يوجد لكل 100 أنثى 80.9 ذكر، ويوجد لكل 100 أنثى في الثامنة عشر من عمرها فما فوق 74.2 ذكر.
بلغ متوسط دخل الأسرة في المدينة 18,208 دولارًا، أما متوسط دخل العائلة فبلغ 24,750 دولارًا. وكان متوسط دخل الذكور 26,500 دولارًا مقابل 16,406 دولارًا للإناث. وسجل دخل الفرد الخاص بالمدينة 10,835 دولارًا. وكانت نسبة 30.7% من العائلات ونسبة 34.4% من السكان تحت خط الفقر، وكان من هؤلاء نسبة 49.4% تحت سن الثامنة عشر ونسبة 29.1% في الخامسة والستين من العمر وما فوق.

### تعداد عام 2010
بلغ عدد سكان تشارلستون 2,193 نسمة بحسب تعداد عام 2010، وبلغ عدد الأسر 805 أسرة وعدد العائلات 526 عائلة مقيمة في المدينة. في حين سجلت الكثافة السكانية 623 نسمة لكل كيلومتر مربع (1,613.6/ميل2). وبلغ عدد الوحدات السكنية 920 وحدة بمتوسط كثافة قدره 261.4 لكل كيلومتر مربع (677.0/ميل2).
وتوزع التركيب العرقي للمدينة بنسبة 26.22% من البيض و72.87% من الأمريكيين الأفارقة و0.09% من الأمريكيين الأصليين و0.32% من الأمريكيين ذوي الأصول الآسيوية و0.50% من عرقين مختلطين أو أكثر و0.27% من الهسبانيون أو اللاتينيون من أي عرق.
بلغ عدد الأسر 805 أسرة كانت نسبة 40% منها لديها أطفال تحت سن الثامنة عشر تعيش معهم، وبلغت نسبة الأزواج القاطنين مع بعضهم البعض 27.6% من أصل المجموع الكلي للأسر، ونسبة 32.3% من الأسر كان لديها معيلات من الإناث دون وجود شريك،  بينما كانت نسبة 5.5% من الأسر لديها معيلون من الذكور دون وجود شريكة وكانت نسبة 34.7% من غير العائلات. تألفت نسبة 30.7% من أصل جميع الأسر من عدة أفراد يعيشون في نفس المنزل ونسبة 16.1% كانت تتألف من شخص يعيش بمفرده يبلغ من العمر 65 عاماً أو أكثر. وبلغ متوسط حجم الأسرة المعيشية 2.65، أما متوسط حجم العائلات فبلغ 3.32.
بلغ العمر الوسطي للسكان 35.3 عاماً. وكانت نسبة 28.3% من القاطنين تحت سن الثامنة عشر، وكانت نسبة 9.9% بين الثامنة عشر والرابعة والعشرين عاماً، ونسبة 22.8% كانت واقعةً في الفئة العمرية ما بين الخامسة والعشرين والرابعة والأربعين عاماً، ونسبة 23.2% كانت ما بين الخامسة والأربعين والرابعة والستين، ونسبة 15.9% كانت ضمن فئة الخامسة والستين عاماً فما فوق. وتوزع التركيب الجنسي للسكان بنسبة 44.6% ذكور و55.4% إناث.

## أعلام
- أل جونز